# Аликовская средняя школа имени И. Я. Яковлева
Аликовская средняя школа имени И. Я. Яковлева — муниципальная общеобразовательная школа Аликовского района Чувашской Республики.

## История

### Школа в царское время
Аликовская средняя школа по документальным свидетельствам открыта в 1854 году. В имеющемся в архиве документе говорится, что открытие школы в Аликовской волости началось только с 1853 года и что для 34 селений волости, в которых 3917 человек мужского и 3983 человек женского пола, была открыта только одна школа-училище министерства государственного имущества в с. Аликово. С 1854 года до 1872 года это училище не имело собственного здания, и ютилась в бане попа, а впоследствии — в церковной караулке. В то время регулярных занятий не было: в неделю занимались 2-3 дня, учителем был поп.
В 1872 году училище Министерства государственного имущества было реорганизовано в двухклассное училище Министерства просвещения. Только после этого было построено маленькое двухэтажное школьное здание. Было в школе всего четыре классных помещения. Это здание сгорело после революции. По данным на 1 сентября 1888 года было учащихся: в 1 классе 34 мальчика и 7 девочек, во втором классе 29 мальчиков. Всего в училище было 73 мальчика и 7 девочек, из них русских 19 мальчиков и 2 девочки, а чуваш — 54 мальчика и 5 девочек. Эти учащиеся ходили из разных волостей, входящих в состав Ядринского уезда: Аликовской, Устинской, Асакасинской, Тинсаринской, Шуматовской, Норусовской, Хочашевской, Байсубаковской, Мало-Яушской. Таким образом, двухклассное училище обслуживало территорию с радиусом 30-40 км.
По данным архивных документов из 11 деревень Аликовской волости в 1886 году школу посещали 29 мальчиков и 4 девочки, другими словами на 529 женщин обучалась 1 девочка, на 27 мужчин — 1 мальчик. Назначенный инспектором чувашских школ Казанского учебного округа в 1875 году Иван Яковлевич Яковлев, инспектируя подведомственные школы, нашёл их в очень плачевном состоянии. В восьми школах министерства народного просвещения из общего числа выпущенных в 1876 году учеников только треть (34 из 104) была удостоена свидетельства об окончании училища; 70 учеников, проучившиеся четыре или пять лет, были признаны недостойными получения свидетельства из-за слабых знаний. В отчете об обследовании 8 училищ в 1876 году И. Я. Яковлев писал:
«Эти неуспешно окончившие курс учения в училищах нередко являются какими-то безжизненными, притупленными. Ответы их бывают неосмысленны. В Чурачикском училище таких учеников нашлось десять. Священник и учитель отзывались о них как о дураках, идиотах, что напрасно ждать от них толковых ответов. Нет сомнения, что эти притупленные ученики — „дураки“, как же мне называли, результат неудачного обучения. До тех пор, пока не будет учителей, должным образом подготовленных к исполнению своих обязанностей и знающих язык своих учеников, в чувашских школах всегда будет повторяться это явление»
В Аликовской волости И. Я. Яковлев школу обнаружил в очень плохом состоянии: школьное здание было очень маленьким, приусадебный участок был ничтожным. По этой причине он добивается строительства нового здания школы. На сходе крестьян волости получили разрешение на выделение земельного участка в 0,5 га под школьное здание и огород. С крестьян волости собираются добровольные пожертвования на строительство нового школьного здания, На время строительства школьного здания на должность заведующего школой И. Я. Яковлев назначил В. Н. Орлова, организатора очень энергичного и расторопного.
Новое шестиклассное с флигелем под учительскую большое для того времени двухэтажное школьное здание было выстроено в 1898 году (это здание до сих пор в хорошем состоянии, и в нём организован литературно-краеведческий музей). Будучи окружным инспектором чувашских школ, И. Я. Яковлев часто приезжал в Аликовскую школу, присутствовал на выпускных экзаменах, давал дельные советы, Старые учителя в своих воспоминаниях о И. Я. Яковлеве пишут: «Его советы и указания были мудры и справедливы». По сообщениям старожилов, в Аликово вместе с И. Я. Яковлевым приезжал также отец В. И. Ленина — И. Н. Ульянов.

### Школа в советский период
После Великой Октябрьской социалистической революции Аликовское двухклассное училище преобразовывалось в различные типы общеобразовательных школ: высшее начальное училище, школа 2 ступени (1918—1921 годы), в годы коллективизации Аликовская восьмилетка была преобразована в школу колхозной молодёжи. 0на подготовляла молодёжь для социалистического строительства в деревне, заведующим ШКМ был И. И. Иванов (житель деревни Урмаево Аликовского района). Большой вклад в дело подготовки молодёжи для социалистического строительства в деревне вложили учителя ШКМ А. И. Золотов, А. Т. Трофимов, Ф. К. Кузьмин, А. И. Осипова, А. Ф. Семёнова и другие.
В 1934 году ШКМ была преобразована в среднюю школу. С этого дня до настоящего времени школа дала 76 выпусков. Выпускники школы работают во всех областях России. Сотни выпускников награждены орденами и медалями страны. Среди воспитанников есть учёные, поэты, писатели, лётчики. Десятки выпускников школы служат на офицерских должностях в Вооружённых силах РФ.
В 2006 и 2007 г. школа становилась победителем республиканского и федерального конкурсов общеобразовательных учреждений, внедряющих инновационные образовательные программы. В 2006 г. она первой в Чувашии стала использовать систему Netschool, введя электронные дневники и журналы. В 2008 г. Аликовская школа стала победителем республиканского конкурса «Образовательная инициатива» в номинации «Управление современной школой».
Ныне Аликовская средняя школа носит имя И. Я. Яковлева.

## Преподаватели школы[3]
- Алексеев Юрий Николаевич — Заслуженный учитель Чувашской республики.
- Волков Эдикт Константинович[4] — Заслуженный учитель Чувашской республики.
- Волков Владислав Константинович[5] — финалист конкурса Учитель Года России (2000 г.)
- Ларионов, Никита Ларионович — чувашский писатель, поэт.
- Лебедева Людмила Ивановна — Заслуженный учитель Чувашской республики.
- Михайлов Кирилл Иванович — Заслуженный учитель Чувашской республики.
- Михайлова Галина Николаевна — Заслуженный учитель Чувашской республики.
- Никандрова Дина Андреевна — Заслуженный учитель Чувашской республики.
- Сергеева Мария Сергеевна — Заслуженный учитель Чувашской республики.
- Судакова Роза Егоровна — Заслуженный учитель Чувашской республики.
- Трофимов Георгий Геннадьевич[6] — мастер спорта СССР по спортивной ходьбе.
- Шумилов Валерий Серафимович — Заслуженный учитель Чувашской республики.
- Куликов Станислав Николаевич — «Заслуженный работник образования Чувашской Республики»

## Знаменитые выпускники
- Комиссаров, Гурий Иванович — основоположник научной чувашской фольклористики и литературоведения, автор трудов по чувашской этнологии, истории и краеведению, писатель, журналист, переводчик, языковед, педагог, философ, историк, просветитель.
- Никифор Васянка — чувашский поэт, писатель.
- А. К. Ефейкин, — профессор ЧСХИ.
- М. Е. Ефимов, — подполковник, лётчик, Герой Советского Союза.
- В. А. Золотов, — кандидат военно-морских наук, капитан 1-го ранга, прозаик, общественный деятель.
- П. Т. Золотов, — писатель, переводчик, краевед.
- А. С. Марков, — доцент ЧГПИ.
- Ф. Н. Орлов — полковник, лётчик, Герой Советского Союза.
- А. И. Платонов — глава Аликовского района (2005—2010 гг.)
- Г. И. Сапожников — учёный-биолог.
- Т. Т. Трофимов, — профессор Казанского ветеринарного института.
- О. Т. Трофимов, — кандидат медицинских наук.
- Илья Тукташ — народный поэт Чувашии.